# Malwarebytes
Malwarebytes Inc.は、カリフォルニア州サンタクララにオフィスを構える米国のセキュリティ会社。フロリダ州クリアウォーター、エストニアのタリン、アイルランドのコークなどにオフィスを構える。マルウェアやその他の脅威から家庭用コンピューター、スマートフォンを保護するソフトウェアを開発している。

## 歴史

### 初期の時代
Malwarebytes Incは2004年に設立された 。創設者のMarcin Kleczynskiは、もともとポーランド出身の10代の若者で、シカゴのコンピューター修理店で技術者として働いていた。彼は、感染したコンピューターが到着すると、感染が軽微であるかどうかに関係なく、通常はコンピューターを再フォーマットするということを知った。 KleczynskiがMcAfeeもSymantecも彼のシステムからマルウェアを削除しないことを発見したのは、母親のコンピューターがマルウェアに感染したときだった。Kleczynskiはこのことを当時人気のあったフォーラムSpywareInfoに投稿した後、マルウェアを治す方法を3日で学んだ。この後、Kleczynskiがフォーラムの編集者の何人かと会話し、友人になり、未使用のドメインを購入するように誘ったときに、会社は設立された。
Kleczynskiは、サイトの常連の1人であるBruce Harrisonと共に、同社のソフトウェアの最初のバージョンを作成した。2006年、大学のルームメイトと協力して、「RogueRemover」と呼ばれる無料で利用できるプログラムを作成した。これは、「偽装セキュリティツール」のタイプのマルウェアの削除に特化したユーティリティであった 。RogueRemoverは、Malwarebytes Anti-Malwareの開発に貢献したことが証明され、Kleczynskiは、フィードバックを通じてソフトウェアを改善できるフォーラムを設立した 。KleczynskiとHarrisonは、Kleczynskiがイリノイ大学で計算機科学を学んでいたときに、2008年1月21日に正式にMalwarebytesを立ち上げた。ブルースはMalwarebytesのリサーチ担当副社長になり、さらにフリーウェア開発の経験を持つダグ・スワンソンを新会社で働かせるために雇った。以前GreenBorderで働いていたeコマースの専門家であるMarcus Chungが最高執行責任者として採用された。KleczynskiとHarrisonは、当時個人的に会ったことがなかったにもかかわらず、ソフトウェアを販売した最初の年に60万ドルを稼いだと伝えられている。

## 製品

Malwarebytesのロゴ

Malwarebytesにはいくつかの製品があり、2011年の時点で36の異なる言語で利用可能だった。 Malwarebytes Anti-Malwareは、2つの異なるバージョンがある。1つは家庭用コンピューター用の無料ダウンロード用で、もう1つは「マルウェアに対するリアルタイム保護、自動スキャン、自動更新」を提供する14日間の無料トライアル付きのプロフェッショナルバージョン。  Malwarebytes Anti-Malware Mobileは、スマートフォンをモバイルマルウェアから保護し、追跡アプリケーションを識別する個人データへの不正アクセスを防止する無料のAndroidアプリである。2014年、同社はユーザーインターフェイスとダッシュボードを改善したMalwarebytes Anti-Malware2.0をリリースした。
Malwarebytes AdwCleanerは、アドウェアに特化した非常駐型セキュリティソフト。